# Церник
Церник (на хърватски: Cernik) е село и община в Бродско-посавска жупания, Хърватия. Общината включва единадесет населени места.
Според преброяването от 2011 г. има 3640 жители, 97,7% от които хървати.